# Kormus apicimaculus
Kormus apicimaculus är en insektsart som först beskrevs av Fowler 1905.  Kormus apicimaculus ingår i släktet Kormus och familjen sporrstritar. Inga underarter finns listade i Catalogue of Life.